# دوگی لمپکین
داگلاس مارتین «دوگی» لمپکین (متولد ۲۳ مارس ۱۹۷۶) یک موتور تریال سوار حرفه ای سابق و همین‌طور موتور اندروسوار انگلیسی است. او از سال ۱۹۹۴ تا ۲۰۰۶ در مسابقات جهانی موتور تریال فدراسیون موتورسواری جهانی شرکت کرده‌است. لمپکین به دلیل کسب هفت مقام قهرمانی جهان در موتور تریال در فضای باز شناخته شده‌است. او پس از تونی بو با ۳۰ مسابقه (۱۵ در فضای باز و ۱۵ مسابقه داخلی) دومین موتورسوار تریال موفق در تاریخ است. در سال ۲۰۱۲، لمپکین به دلیل موفقیت‌هایش در موتورسواری به عنوان افسانه FIM انتخاب شد.

## حرفه
لمپکین در سیلسدن، یورکشایر غربی در خانواده‌ای به دنیا آمد که به ورزش موتور تریال مشغول بودند. پدرش، مارتین لمپکین، اولین قهرمان مسابقات جهانی موتور تریال FIM در سال ۱۹۷۵ بود، و عمویش، آرتور لمپکین، نیز یک قهرمان ثابت در پیست بریتانیا در دهه ۱۹۶۰ بود.
او پنج بار پیاپی قهرمانی جهان داخل سالن (۱۹۹۷–۲۰۰۱) و هفت قهرمانی متوالی جهان در فضای باز (۱۹۹۷–۲۰۰۳) را کسب کرده‌است. او همچنین چهار قهرمانی در مسابقات تیم ملی جهانی (Trial des Nations) در سال‌های ۱۹۹۷، ۱۹۹۹، ۲۰۰۲ و ۲۰۰۳، شش قهرمانی بزرگسالان بریتانیا، دو قهرمانی بزرگسالان اسپانیا و دوازده بار قهرمان مسابقات معروف و قدیمی اسکاتیش سیکس دیز را کسب کرده‌است.
لمپکین اکنون در جزیره من زندگی می‌کند. در سال ۲۰۰۱، او به دلیل خدمات ورزشی خود به عنوان MBE (عالی‌ترین درجه امپراتوری بریتانیا) منصوب شد.

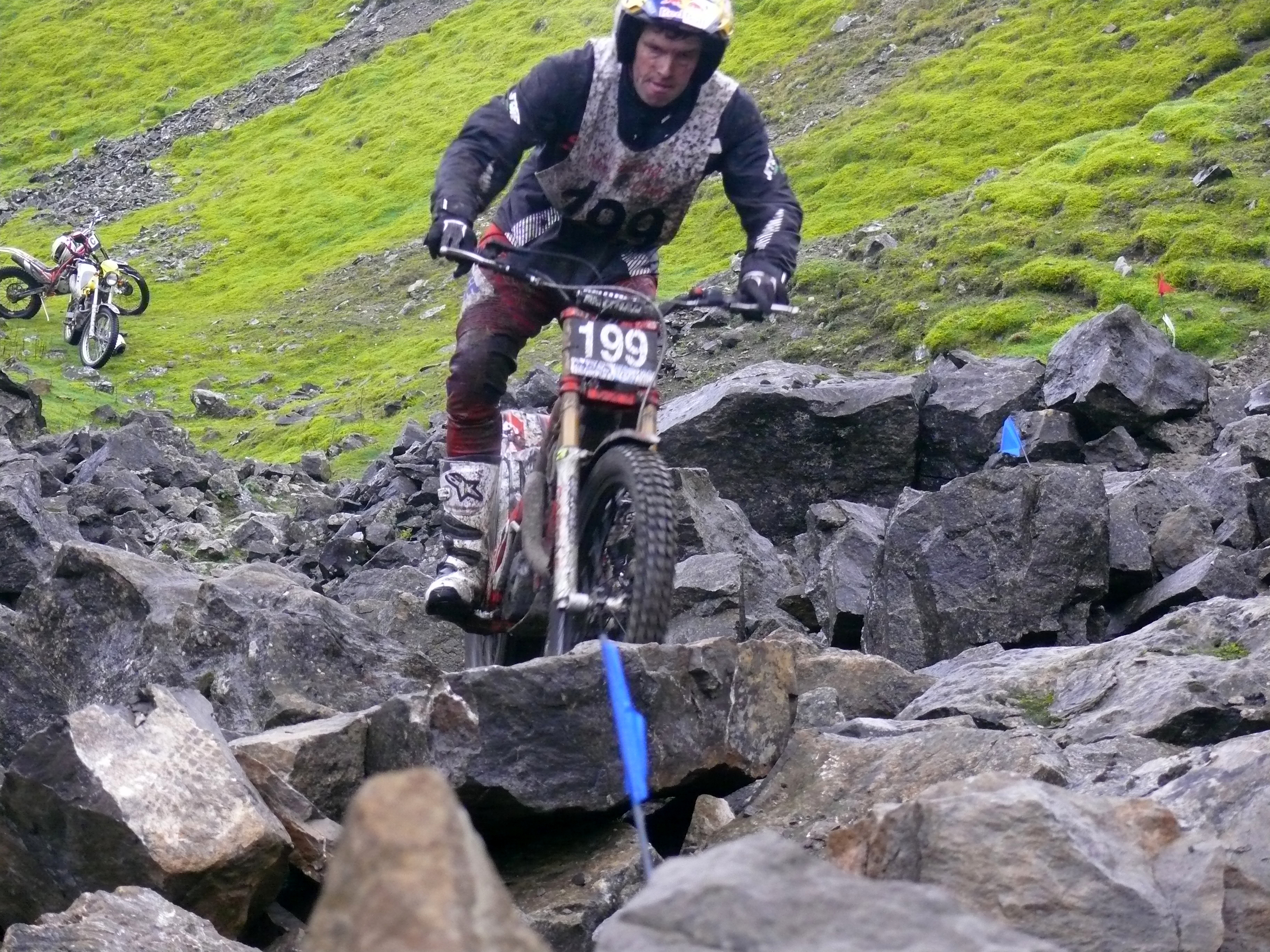
اسکات تریالبا قهرمانی لامپکین در سال ۲۰۱۳

## افتخارات
- قهرمان موتور تریال بریتانیا ۱۹۹۴، ۱۹۹۶، ۱۹۹۷، ۱۹۹۸، ۱۹۹۹، ۲۰۰۰، ۲۰۰۱
- قهرمان موتور تریال اسپانیا ۲۰۰۱، ۲۰۰۳
- FIM قهرمان اروپا ۱۹۹۳
- قهرمان جهان موتور تریال FIM 1997، ۱۹۹۸، ۱۹۹۹، ۲۰۰۰، ۲۰۰۱، ۲۰۰۲، ۲۰۰۳
- قهرمان مسابقات داخل سالن جهان FIM 1997، ۱۹۹۸، ۱۹۹۹، ۲۰۰۰، ۲۰۰۱
- برنده موتور تریال شش روزه اسکاتلندی (SSDT) 1994، ۱۹۹۵، ۱۹۹۶، ۲۰۰۸، ۲۰۰۹، ۲۰۱۲، ۲۰۱۳، ۲۰۱۴، ۲۰۱۵، ۲۰۱۶، ۲۰۱۷، ۲۰۱۸
- قهرمان اسکات تریال در ۱۹۹۴، ۲۰۰۶، ۲۰۰۷، ۲۰۱۳، ۲۰۱۷